# Barbi Marković
Barbi Marković, cyr. Барби Марковић (ur. 1980 w Belgradzie) – serbska pisarka mieszkająca w Wiedniu.

## Życiorys
Studiowała germanistykę w Belgradzie i na Uniwersytecie Wiedeńskim. Po ukończeniu studiów w 2013 roku, pracowała w belgradzkim wydawnictwie Rende. W 2006 roku wydała powieść Izlaženje będącą remiksem powieści Gehen austriackiego pisarza Thomasa Bernharda. W swojej powieści przeniosła akcję do belgradzkiego klubu. Na język niemiecki jej powieść przełożyła Mascha Dabić. Wydano ją w 2009 roku pod tytułem Ausgehen. Od 2009 roku mieszka w Wiedniu. W okresie 2011–2012 w ramach stypendium literackiego mieszkała w Grazu. Napisała i wydała wtedy powieść zatytułowaną Graz Alexanderplatz. W 2016 roku jej powieść Superheldinnen została nominowana do austriackiej nagrody literackiej Literaturpreis Alpha. Jako laureatka konkursu otrzymała nagrodę 10000 euro.  W 2017 roku za tę samą powieść otrzymała Promotional Prize, w ramach Adelbert-von-Chamisso-Preis, wynoszącą 7 tysięcy euro. W lutym 2017 w wiedeńskim Volkstheater odbyła się premiera wersji scenicznej Superheldinnen. Książka została przetłumaczona na serbski przez Marię Glišić i wydana w 2018 roku pod tytułem Superherojke.
W 2018 roku otrzymała 7000 euro w ramach stypendium George Saiko na realizację projektu wymagającego wyjazdu za granicę (podróży).

## Nagrody
- 2016: Nagroda Literaturpreis Alpha za powieść Superheldinnen[2].
- 2017: Promotional Prize Adelbert-von-Chamisso-Preis za Superheldinnen[4]
- 2018:  stypendium George Saiko[8]
- 2019: Reinhard-Priessnitz-Preis[9]

## Twórczość
- 2006: Izlaženje
- 2009: Ausgehen. Tłumaczenie przez Maschę Dabić powieści Izlaženje z serbskiego
- 2012: Graz, Alexanderplatz
- 2016: Superheldinnen. Tłumaczenie Mascha Dabić